# Ficaja
Ficaja est une commune française située dans la circonscription départementale de la Haute-Corse et le territoire de la collectivité de  Corse. Le village appartient à la piève d'Ampugnani, en Castagniccia.

## Géographie

### Situation
Ficaja est une petite commune du canton de Fiumalto-d'Ampugnani, au Centre-est de la Corse et en plein cœur de la Castagniccia, une microrégion couverte comme son nom l'indique, par une forêt de châtaigniers. C'est une commune de moyenne montagne, dominée par le Monte San Petrone (1 767 m). Ficaja est adhérente au parc naturel régional de Corse dans son « territoire de vie » Castagniccia.
Ficaja est située dans l'ancienne pieve d'Ampugnani. La description de cette pieve en était faite par le contemporain Mgr Giustiniani :

« Le pays jouit d'un air sain, et est habité par de braves gens ; il produit des céréales et des châtaignes en assez grande quantité, du bois, des fruits et les meilleures cerises de l'île. »

— Mgr Giustiniani in Dialogo nominato Corsica, traduction Lucien Auguste Letteron in Histoire de la Corse, Description de la Corse - Tome I, p. 40

### Communes limitrophes

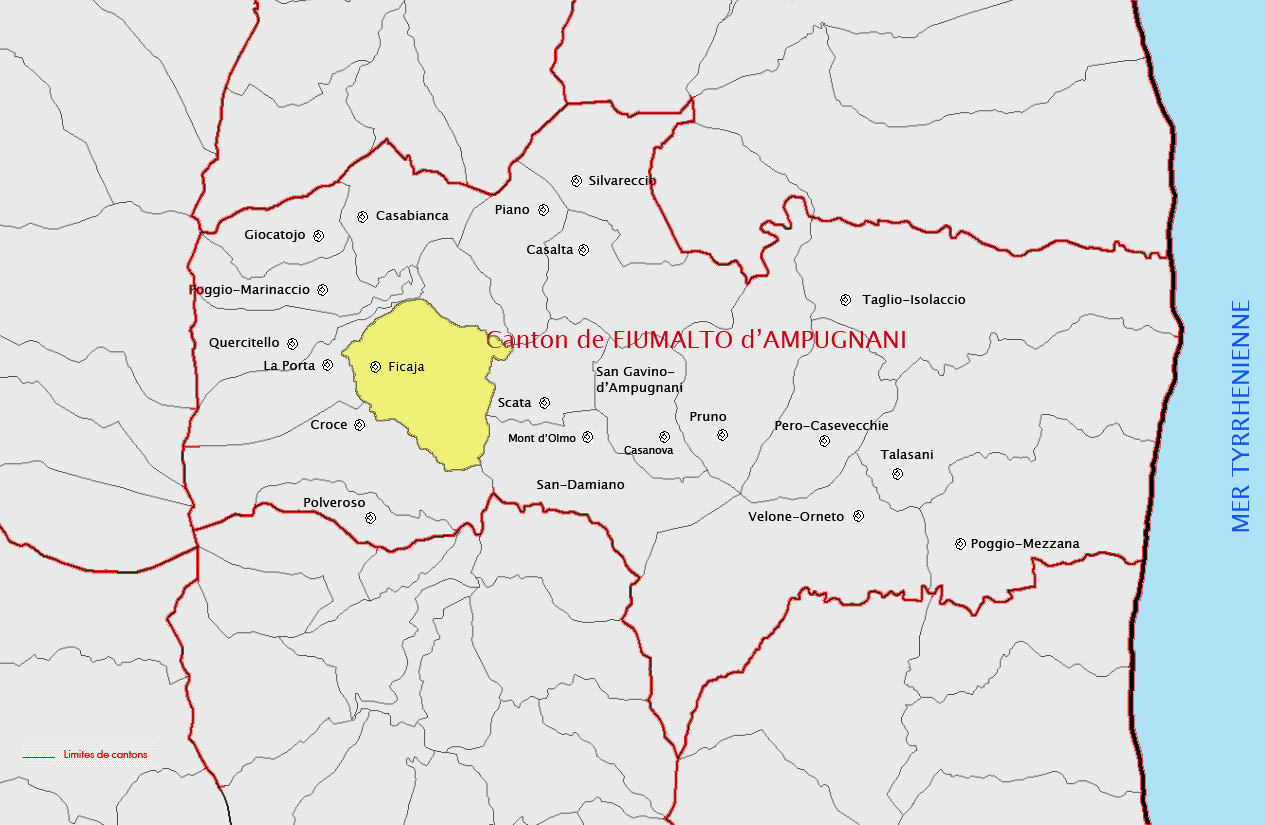
Ficaja dans le canton de Fiumalto-d'Ampugnani.

### Géologie et relief
Ficaja se situe dans la Corse schisteuse au nord-est de l'île, dans le prolongement de l'arête schisteuse du Cap Corse ou massif de la Serra, qui se poursuit avec le massif du San Petrone et se termine au sud de la Castagniccia.
Ficaja est une commune de moyenne montagne, sans façade littorale. Elle occupe l'extrémité d'un chaînon secondaire s'épaulant au Monte Goio (1 650 m) sur la dorsale du San Petrone, un peu au nord du San Petrone (1 767 m d'altitude), dans la forêt de Santo Pietro d'Accia (Nord). Tout comme le village voisin de Croce plus haut, celui de Ficaja est construit sur le même chaînon.
Son culmen (722 m) se situe au lieu-dit « Benefizo », au centre de la commune. Il est occupé par la chapelle Sainte-Marie. Autour de ce sommet, rayonnent plusieurs vallons dans lesquels coulent autant de petits cours d'eau alimentant le Fium'Alto.

### Hydrographie
Le fleuve côtier Fium'Alto est le principal cours d'eau de Ficaja dont il longe, dans un axe nord-sud, l'est du territoire communal sur près de 1,7 km. Au bout de ce parcours, le Fium'Alto reçoit sur sa rive gauche, les eaux du ruisseau de Pozzo Bianco (autre nom Ruisseau de Sualello) dont le cours sépare au nord la commune avec celle de La Porta.
Ces deux cours d'eau sont alimentés par plusieurs ruisseaux qui prennent naissance autour du mont Benefizo, à savoir les ruisseau de Cintrone et ruisseau de Muriccio, affluents du ruisseau de Chiarello qui contourne le mont à l'ouest, les ruisseau de Tragite, ruisseau de Vétuste et de son affluent le ruisseau de Navacchi qui déversent au nord leurs eaux dans le ruisseau de Pozzo Bianco, les ruisseaux de Piletta et ruisseau d'Aja a e Calle à l'est, affluents du Fium'Alto. Au sud, sont d'autres petits affluents du Fium'Alto : les ruisseau de Trovoli et ruisseau de Chioragioli son affluent, et le ruisseau de Tre Fontane qui sépare l'extrémité méridionale du territoire avec Croce.

### Climat et végétation
Ficaja bénéficie d'un climat tempéré et humide qui lui procure une couverture végétale verte. La végétation est dominée par les châtaigneraies. Ces dernières sont le plus souvent présentes sous forme de vergers ou de taillis.
La commune se situe dans la « Petite Castagniccia », en plein cœur de la châtaigneraie. Par le passé, c'est dans ce secteur que la spécialisation castanéicole a été portée à son maximum de développement en Corse. Mais l'abandon des châtaigneraies au XXe siècle favorise la reconquête de la végétation d’origine, constituée par les chênaies vertes.
Sont présentes de petites ripysylves longeant les nombreux cours d’eau en relation avec le relief marqué du territoire.

### Voies de communication et transports

#### Accès routiers
Pour arriver à Ficaja il faut quitter la route D 515 qui traverse la commune et emprunter la route D 336 qui se termine en cul-de-sac à l'église paroissiale baroque. Ficaja se situe à égale distance (4 km) de Croce et de La Porta.
Savoir qu'une piste, au départ de la chapelle San Roccu, conduit aux ruines de Campile et à l'ancienne maison de San Niolo au sud-est de la commune.

#### Transports
Aucun transport public de voyageurs ne dessert la commune. Ficaja est distant, par route, de 56 km du port de commerce de Bastia, de 29 km de la gare des CFC de Gare de Ponte-Novu et de 40 km de l'aéroport de Bastia Poretta.

## Urbanisme

### Typologie
Au 1er janvier 2024, Ficaja est catégorisée commune rurale à habitat très dispersé, selon la nouvelle grille communale de densité à sept niveaux définie par l'Insee en 2022.
Elle est située hors unité urbaine. Par ailleurs la commune fait partie de l'aire d'attraction de Bastia, dont elle est une commune de la couronne,. Cette aire, qui regroupe 93 communes, est catégorisée dans les aires de 50 000 à moins de 200 000 habitants,.

### Occupation des sols
L'occupation des sols de la commune, telle qu'elle ressort de la base de données européenne d’occupation biophysique des sols Corine Land Cover (CLC), est marquée par l'importance des forêts et milieux semi-naturels (99,1 % en 2018), une proportion identique à celle de 1990 (99,1 %). La répartition détaillée en 2018 est la suivante : 
forêts (99,1 %), zones agricoles hétérogènes (0,9 %). L'évolution de l’occupation des sols de la commune et de ses infrastructures peut être observée sur les différentes représentations cartographiques du territoire : la carte de Cassini (XVIIIe siècle), la carte d'état-major (1820-1866) et les cartes ou photos aériennes de l'IGN pour la période actuelle (1950 à aujourd'hui).

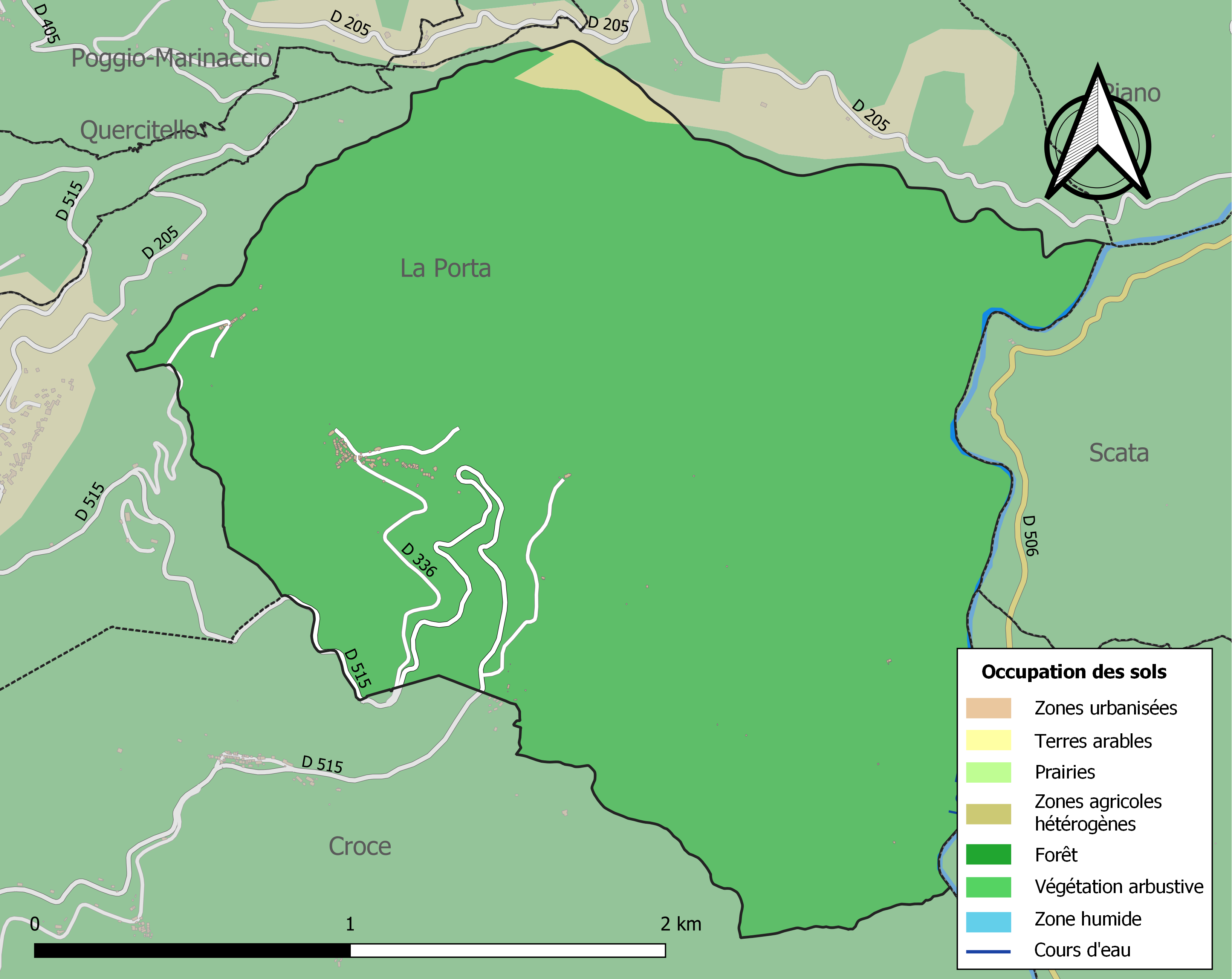
Carte des infrastructures et de l'occupation des sols de la commune en 2018 (CLC).

### Ficaja
Comme pour la plupart de ses voisins, le village se présente par un alignement de maisons collées les unes aux autres, étalées le long d'une crête avec, à l'extrémité, l'église.
À une altitude de 566 mètres, il est aussi perché que les autres villages de la région. La Porta lui fait face, ainsi qu'à son hameau Ezao en contrebas des deux villages, par-dessus le ruisseau de Pozzo Bianco.
Ficaja est un vieux village aux constructions d'architecture traditionnelle. La plupart des maisons sont à deux étages avec couvertures d'ardoise et aux façades austères, bâties en schiste, moellon et enduits, entre lesquelles on circule en empruntant des passages voûtés. 
En contrebas des habitations, sont situées des parcelles de culture en terrasses.

### Ezao
Ezao a été construit sur une petite crête rocheuse dont le culmen est à 441 m, soit un peu plus bas que Ficaja 566 m qui se trouve au sud-est. À son pied, s'écoule au nord le ruisseau de Pozzo-Bianco qui vient de La Porta et au sud le ruisseau de Chiarello.

## Histoire

### Moyen Âge
Au XIe siècle, un acte rédigé par un notaire appelé Mariano, apprend que l'an 1019, le seigneur de l'île était le marquis Guglielmo ; à l'exemple des autres donateurs, il accorda aux mêmes moines de vastes terrains dans la piève d'Ampugnani.
Au XIIIe siècle, le pays était sous la domination des seigneurs Cortinchi. Les Cortinchi avaient dépouillé Alberto de Loreto d'Ampugnani, de Moriani et de Tavagna.
- 1284 - Giudice Della Rocca nommé par les Pisans comte de Cinarca, devient seigneur de toute la Corse.

Guglielmo Cortinco assiège Cinarca. Giudice nomine Lupo d'Ornano son capitaine général. Guglielmo est complètement battu par Lupo qui le laisse échapper à dessein. Colère de Giudice contre Lupo qu'il bannit de sa présence et contre Salinese, son fils naturel, qu'il chasse du château d'Istria. Lupo et Salinese s'unissent à Guglielmo Cortinco contre Giudice et demandent des secours à Gênes.
Vers la fin de sa vie, Guglielmo de Cortone, surnommé Cortinco, alla habiter à Ampugnani où il se fit seigneur, et construisit un château à Lumito. Il mourut, laissant un fils qui établit encore son autorité sur Moriani et Tavagna et bâtit un château dans chacune de ces pièves. Ces trois pièves Ampugnani, Moriani et Tavagna, obéissaient précédemment à Alberto de Loreto. Un autre fils de Guglielmo resta à Pietr'ellerata, d'où sortit aussi celui qui fortifia Tallone. Les fils de Guglielmo étaient maîtres de tous les pays qu'avait possédés leur père.
Dans le Moyen Âge tardif, le territoire de Ficaja se trouvait dans le pays dit des « cinq pièves ». Ces pièves étaient Vallerustie, Orezza, Ampugnani, Rostino et Casacconi. « On ne sait pas d'une manière certaine pourquoi elles sont ainsi désignées ; peut-être qu'au temps où il y eut des soulèvements contre certains tyrans, ces pièves, au lieu de se soumettre, se déclarèrent contre eux ».
Au sommet de la montagne dominant la piève d'Ampugnani se trouvent les ruines d'une très ancienne église appelée S. Pietro d'Accia. « C'est le premier endroit que l'on aperçoit en venant de Rome par mer et généralement en abordant sur la côte intérieure. Cette église est la cathédrale de l'évêché d'Accia ; les évêques y vont ordinairement prendre possession de leur siège. Elle est sans toit et tellement délabrée que, si l'on voulait dire la messe, il faudrait bâtir une autre église, ou du moins relever l'autel ».
Le petit diocèse d'Accia n'avait que deux pièves, Ampugnani et Rostino. Elle ne rapportait guère plus de deux cents ducats.

### Temps modernes
Au XVIe siècle, Ficagia (telle était son orthographe à l'époque), était une communauté de la pieve d'Ampugnani. Vers 1520, celle-ci comportait les lieux habités suivants : la Casabianca, la Porta, la Croce, Polveroso, Monte d’Olmo, lo Pruno, lo Selvarechio, la Casalta, lo Piano, Scata, Ficagia, lo Pomeragio, Stopianova, lo Catogio.
En 1563, sous le pontificat de Pie IV, les diocèses d'Accia et de Mariana sont unis car les deux seules pièves d'Ampugnani et de Rostino de l'évêque d'Accia ne lui rapportaient qu'un trop faible revenu. Ceci a amené l’évêque à porter depuis le titre de Mariana et Accia.
Au XVIIIe siècle, Ficaja faisait toujours partie de la pieve d'Ampugnani, l'une des 19 pievi civiles relevant de la juridiction de Bastia. La communauté comptait alors 337 habitants. « Pieve di Ampugnai : Porta, e Poggiale 493. Quercitello, e Stoppianoua 271. Giucatoggio, e Ponte 264. Castel d’acqua 260. Pruno 160. Polveroso 189. Monte d’Olmi, Alzi, e Bonifatio 235. Casabianca, e Querceto 202. Casalta, e Piano 196. Poggio con 3 ville 172. Silvareccio 317. Croce 352. Ascata 173. Ficaia 337 ».
Dans son manuscrit le contemporain abbé génois Accinelli écrivait ceci : « Sotto detta Pieue al Leuante trouasi quella di Ampugnani delle migliori di tutta l’Isola, che auendo à Tramontana quella di Casaconi, contiene 3580 abitanti. Euui in questa una montagna con sopra l’antichissima chiesa nominata S.Pietro d’Accia, doue il Uescouo di Bastia prende il posesso del Uescouato di tal nome. Li suoi paesi sono 20 all’incirca, frà quali Porta, Poggiale, Quercitello, Stopianoua, Giucatogio, Penta, Casteldacqua, Pruno, Ficaggia, Polueroso, Monte d’Olmi, Alzi, Bonifacio, Querceto, Casalta, Piano, Ficolaccie, Poggio, Marinaccie, Lutina, Melelli, Nepita, Penta al Tiaue, Cassindo, Ficaggia, Ezauo, Casabianca, Siluareccio, Croce, e Scata : Principale però frà tutti, è Casabianca ».
- 1730 - 22 au 26 février. Le gouverneur demande au Rd Casabianca, au Dr Limperani, d'Orezza, au noble Ghjacintu Paoli, de Rostino, à Ghjuvan Felice de Ficaja, de ramener à la paix les pièves d'Orezza, Ampugnani, Casacconi et Rostino.
- 1731 - 4 août, plusieurs communautés dont A Porta et Ficaghja, citées dans un édit du doge et des assemblées, sont exclues du pardon général aux Corses à condition qu'ils rejoignent leurs foyers, qu'ils remettent les armes avant 15 jours et qu'ils restituent le fort de San Fiurenzu et la tour de Mortella.
- 1735 - Consulte dans la pieve d'Ampugnani. Les Nationaux envoient deux députés auprès du nouveau commissaire : Viterbi, curé de Silvarecciu, et Ghjuvan Felice de Ficaghja, pour tenter de reprendre les négociations commencées avec les sénateurs, puis interrompues.
- 1768 - L'île passe sous administration française.
- 1789 - La Corse appartient au royaume de France. Ficaja se trouve dans la juridiction de La Porta d’Ampugnani, l'une des onze juridictions royales de la Corse.
- 1790 -  Avec la Révolution française est créé le département de Corse avec Bastia comme préfecture. Le 26 février un décret de l’Assemblée nationale fixe le nom, l’étendue, les limites et les districts des 83 départements. La Corse est partagée en neuf districts (avant on disait juridictions) : Bastia, Oletta, A Porta, Cervioni, Corti, l’Isula Rossa, Aiacciu, Tallà et Vicu. Le district est partagé en cantons (avant on disait pievi), le canton en communes. L'ex-juridiction royale de La Porta d’Ampugnani devient le district de La Porta.

Le 12 juillet, les cinq diocèses de la Corse (Ajaccio, Aléria, Bastia, Mariana et Nebbio) sont ramenés à un seul.
- 1793 - An II. la Convention divise l'île en deux départements : El Golo (l'actuelle Haute-Corse) et Liamone (l'actuelle Corse-du-Sud) sont créés. Le district de La Porta passe dans le district de Bastia ; celui-ci est partagé en cantons (ex-pievi), et le canton en communes. Ficaja se trouve dans le canton d'Ampugnani, dans le district de Bastia et dans le département de El Golo.
- 1794 : avec l'aide des Anglais (flotte de l'amiral Hood), Paoli devient maître de presque toute l'île. Londres impose le vice-roi Gilbert Elliot. Mais avec l'arrivée des troupes françaises des généraux Gentile et Casalta débarquées à Macinaggio, les Anglais quittent vite la Corse.
- 1801 - Sous le Consulat[Note 6], la commune qui a le nom de Ficaja, est toujours dans le canton d'Ampugnani, dans l'arrondissement de Bastia et le département d'El Golo.
- 1811 - Les départements d'El Golo et du Liamone sont fusionnés pour former le département de Corse.
- 1828 - Ficaja bascule dans le canton de La Porta[17].

### Époque contemporaine
En 1954, Ficaja comptait 141 habitants. La commune fait partie du canton de La Porta, avec les communes de Casabianca, Casalta, Croce, Giocatojo, Piano, Poggio-Marinaccio, Polveroso, La Porta, Pruno, Quercitello, San-Damiano, San-Gavino-d'Ampugnani, Scata et Silvareccio.
1971 - 1973, de nouveaux cantons sont créés dont le canton de Fiumalto-d'Ampugnani, canton créé avec la fusion imposée des anciens cantons de la Porta et Peru-Casevecchie.

## Politique et administration

### Liste des maires
| Période                                  | Période  | Identité           | Étiquette | Qualité  |
| ---------------------------------------- | -------- | ------------------ | --------- | -------- |
| avant 1995                               | ?        | Cécilia Chevalier  |           |          |
| mars 2001                                | En cours | Alexandre Gambotti | DVG       | Retraité |
| Les données manquantes sont à compléter. |          |                    |           |          |

## Population et société

### Démographie
L'évolution du nombre d'habitants est connue à travers les recensements de la population effectués dans la commune depuis 1800. Pour les communes de moins de 10 000 habitants, une enquête de recensement portant sur toute la population est réalisée tous les cinq ans, les populations de référence des années intermédiaires étant quant à elles estimées par interpolation ou extrapolation. Pour la commune, le premier recensement exhaustif entrant dans le cadre du nouveau dispositif a été réalisé en 2004.

En 2022, la commune comptait 59 habitants, en évolution de +15,69 % par rapport à 2016 (Haute-Corse : +5,15 %, France hors Mayotte : +2,11 %).
| 1800 | 1806 | 1821 | 1831 | 1836 | 1841 | 1846 | 1851 | 1856 |
| ---- | ---- | ---- | ---- | ---- | ---- | ---- | ---- | ---- |
| 386  | 389  | 344  | 370  | 370  | 404  | 434  | 503  | 515  |

| 1861 | 1866 | 1872 | 1876 | 1881 | 1886 | 1891 | 1896 | 1901 |
| ---- | ---- | ---- | ---- | ---- | ---- | ---- | ---- | ---- |
| 501  | 467  | 514  | 559  | 554  | 535  | 521  | 516  | 388  |

| 1906 | 1911 | 1921 | 1926 | 1931 | 1936 | 1946 | 1954 | 1962 |
| ---- | ---- | ---- | ---- | ---- | ---- | ---- | ---- | ---- |
| 370  | 403  | 309  | 230  | 230  | 236  | 153  | 141  | 116  |

| 1968 | 1975 | 1982 | 1990 | 1999 | 2004 | 2006 | 2009 | 2014 |
| ---- | ---- | ---- | ---- | ---- | ---- | ---- | ---- | ---- |
| 84   | 54   | 48   | 48   | 34   | 44   | 49   | 49   | 54   |

| 2019 | 2022 | - | - | - | - | - | - | - |
| ---- | ---- | - | - | - | - | - | - | - |
| 56   | 59   | - | - | - | - | - | - | - |

## Culture locale et patrimoine

### Lieux et monuments
La commune ne compte ni monument, ni objet répertorié à l'inventaire des monuments historiques, mais elle compte dix monuments et 33 objets répertoriés à l'inventaire général du patrimoine culturel,.

#### Maisons
Quatre maisons sont reprises après étude à l'inventaire général de 1999. 40 maisons avaient repérées sur un bâti collectif en comprenant 94, d'une époque de construction allant du  XVIe au XIXe siècle. Toutes les maisons repérées sont en schiste, moellon et enduit et leurs toits à longs pans sont traditionnellement couverts d'ardoise.
Deux maisons du village, logis distribué sur trois niveaux avec escalier intérieur, corniche en cavet niche mangeoire en façade et passage couvert ;
Deux maisons à Ezao avec remise, jardin, séchoir à châtaignes, four à pain, terrasse sur voûte, escalier intérieur. Présence de pierres d'attente en vue d'éventuelles extensions, niche de dévotion, niche mangeoire et pierre d'écoulement d'évier en façade.

#### Église paroissiale de l'Immaculée Conception
L'église paroissiale de l'Immaculée Conception est un édifice baroque de fin du XVIIe siècle, restauré au milieu du XIXe siècle, propriété publique, édifice non protégé monument historique mais repris à l'inventaire général du patrimoine culturel.

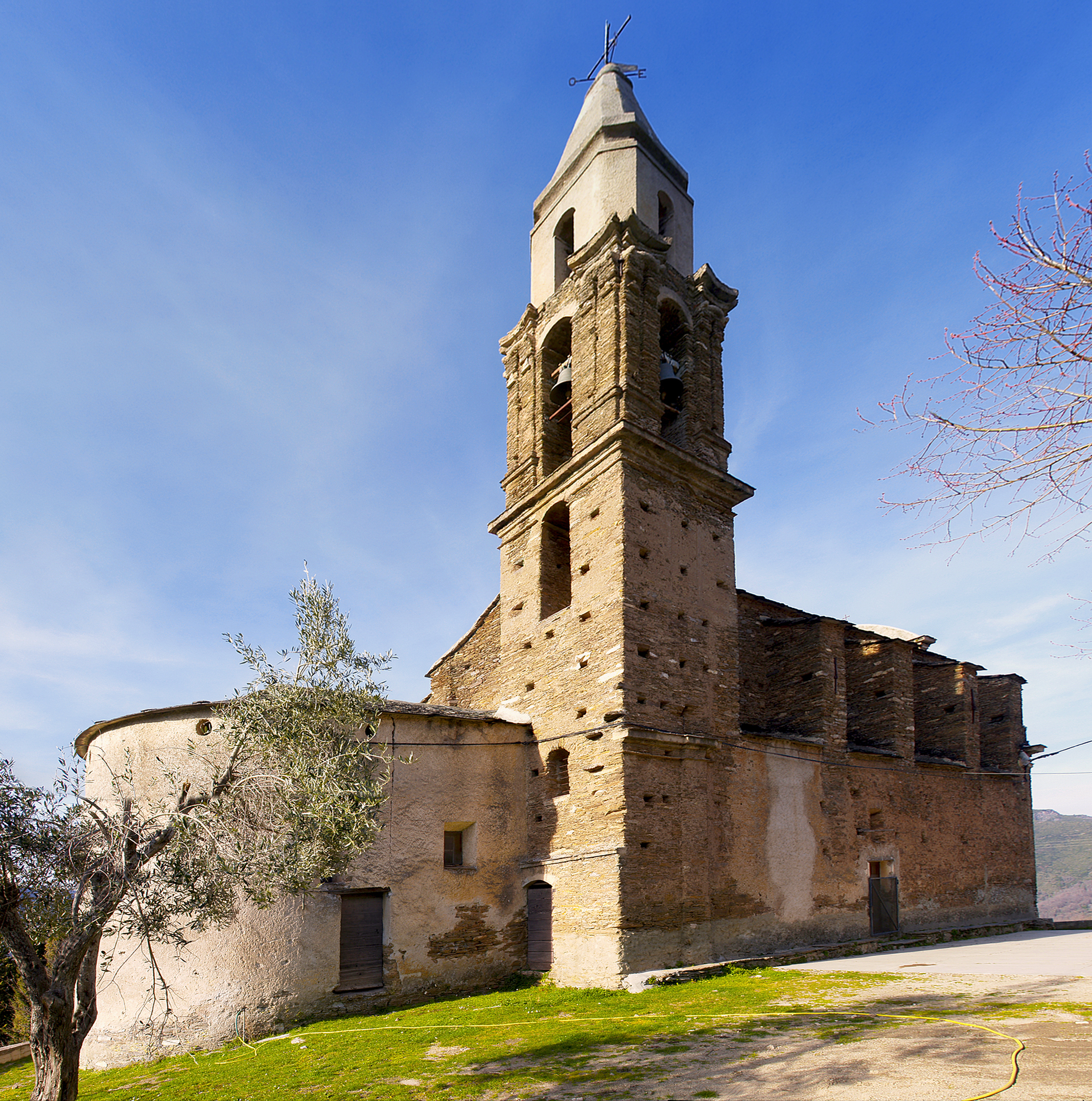
Église paroissiale de l'Immaculée conception.
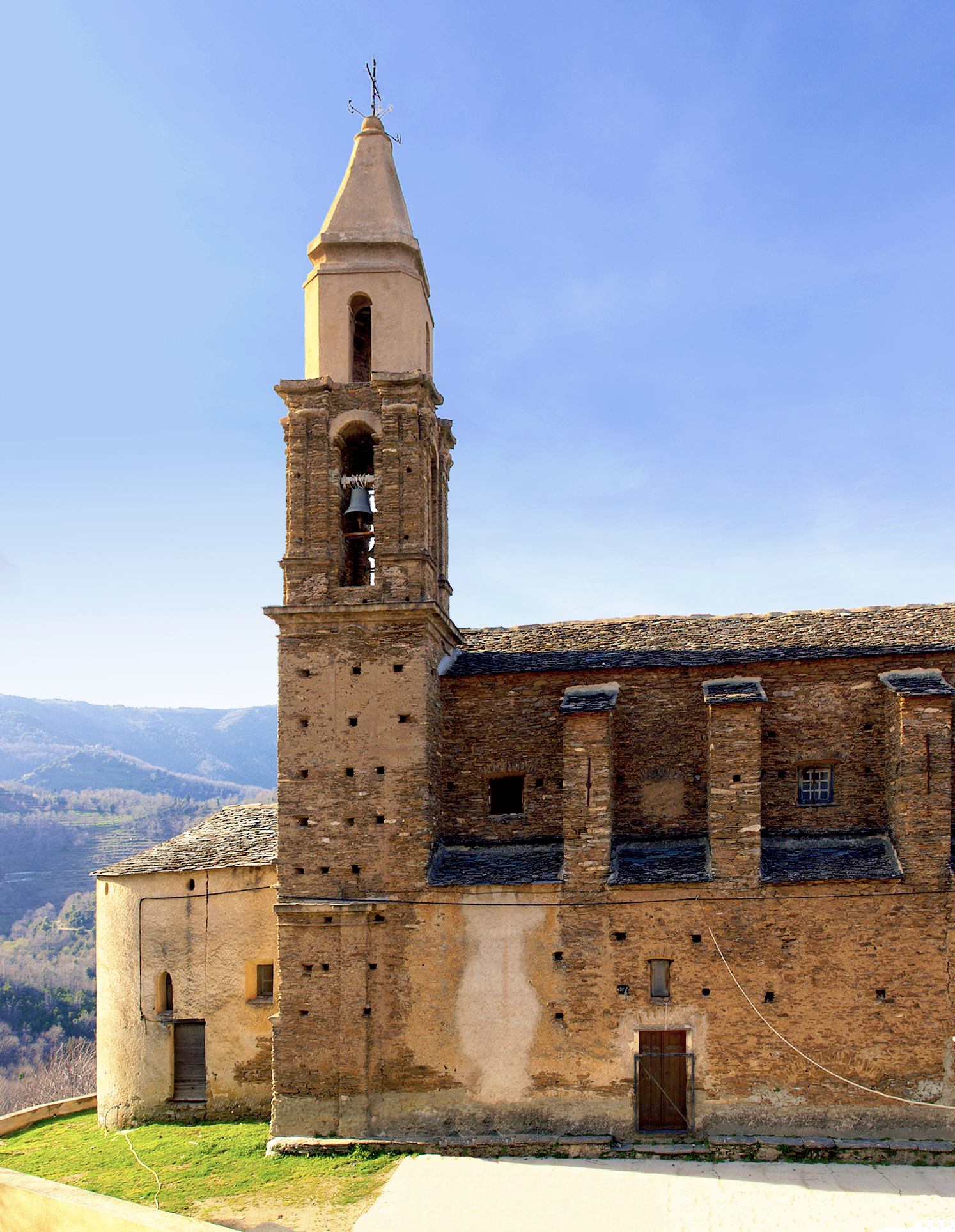
Façade latérale.
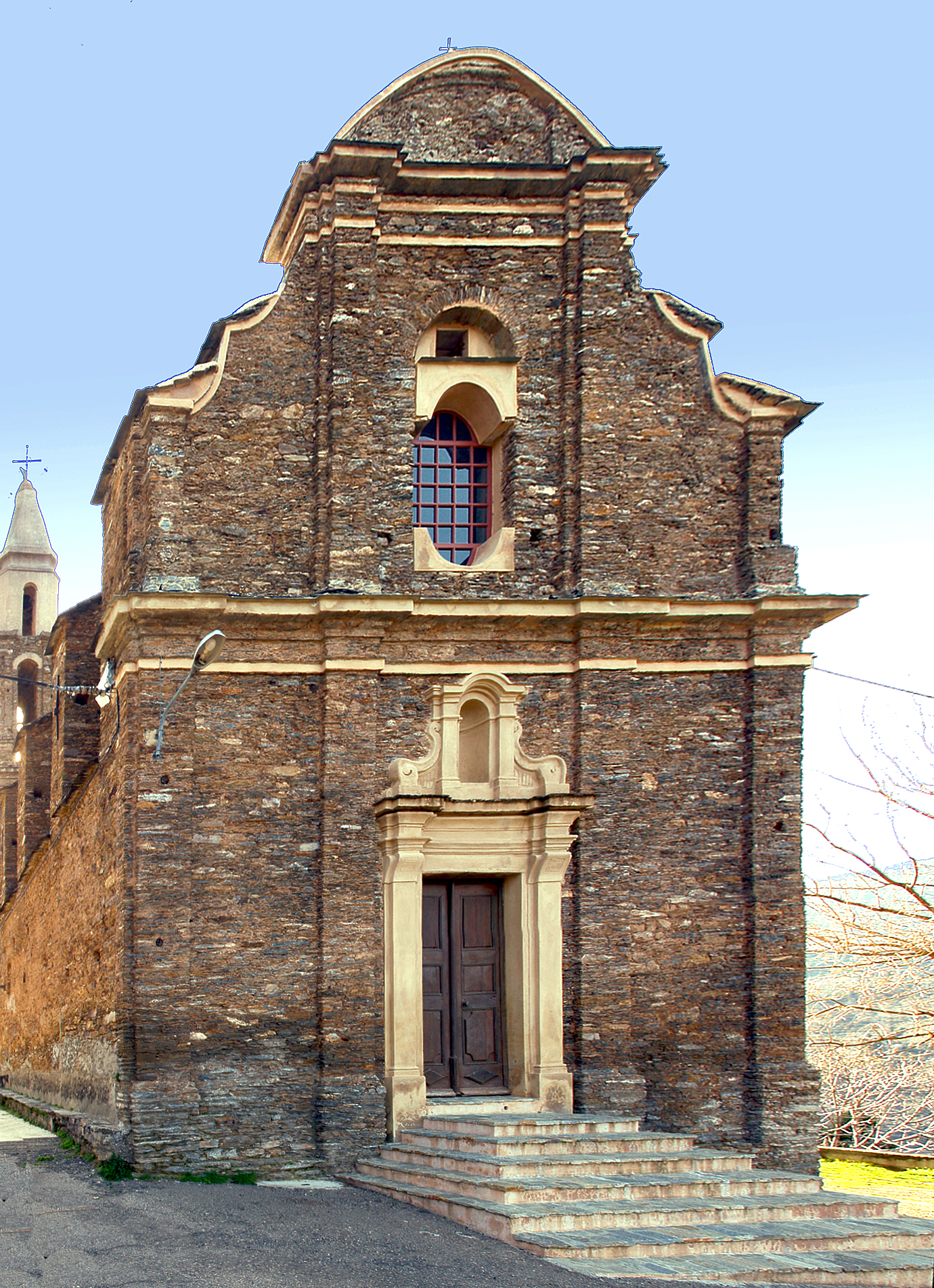
Façade antérieure.

#### Presbytère
École avant d'être la mairie, le presbytère avait été construit durant la 1re moitié du XIXe siècle, en schiste, moellon sans chaîne et pierre de taille avec une couverture en ardoise. Il est repris à l'inventaire général de 1999.

#### Chapelle Saint-Roch

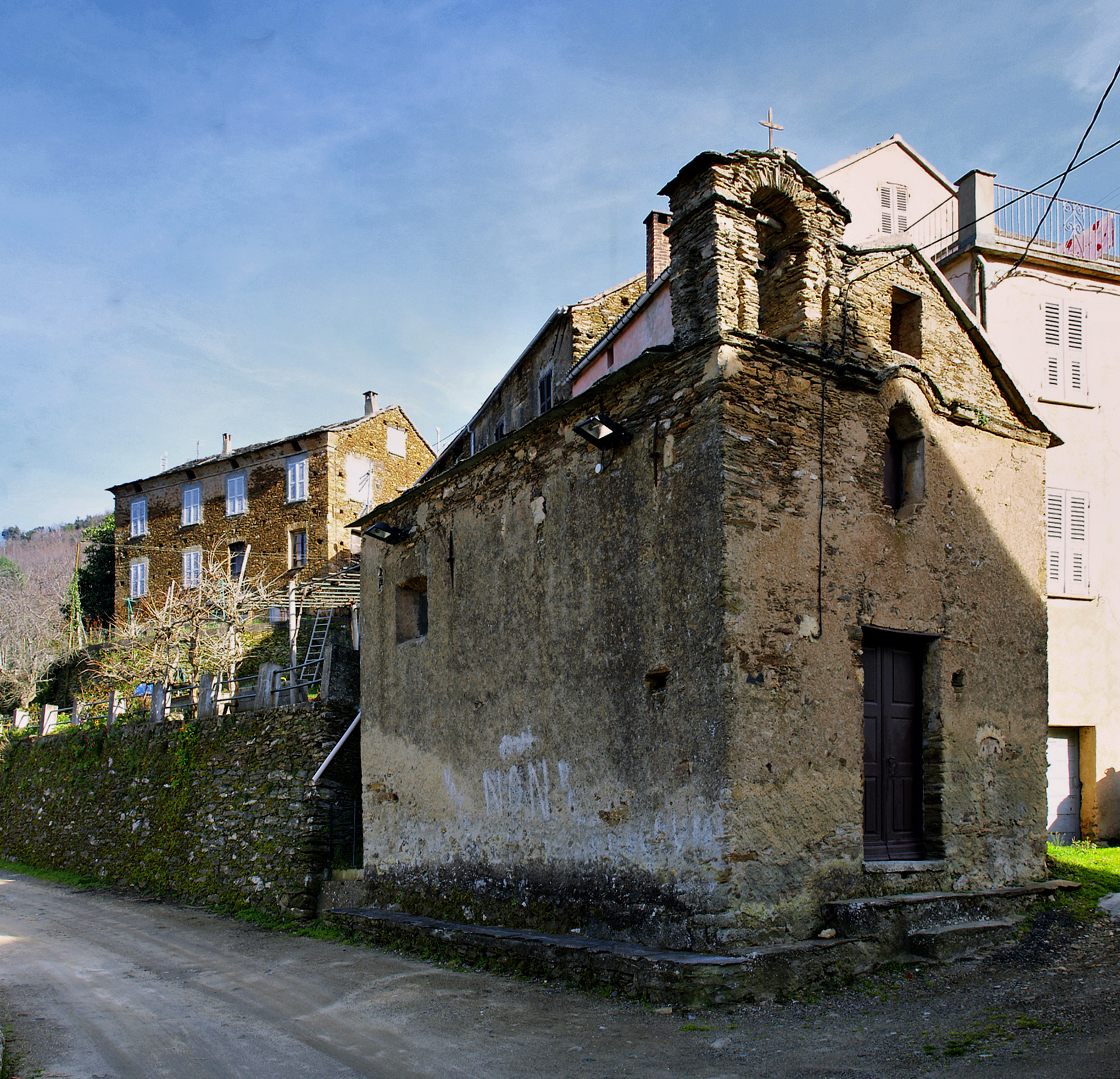
Chapelle Saint-Roch.

La chapelle Saint-Roch (San Roccu) au cœur du village, datée limite XVIe-XVIIe siècle ; 2e moitié XVIIIe siècle. Elle est reprise à l'inventaire général du patrimoine culturel. Elle renferme des œuvres reprises à l'inventaire général de 2000, à savoir :
- Un ensemble de neuf tableaux Passion (limite XVIIIe XIXe siècle) attribués à Francesco Carli, un peintre originaire de Lucca, actif en Corse de 1771 à 1821, et résidant à San Lorenzo en Castagniccia. Leur représentation : Arrestation du Christ, Soldats romains, Christ devant Pilate, Flagellation, Montée au Calvaire, Déploration du Christ et Croix ornée d'un linceul.
- Un tableau d'autel : Remise du Scapulaire à sainte Lucie et à saint Roch par Notre-Dame du Mont-Carmel et par l'Enfant Jésus, daté des XVIIIe siècle XIXe siècle et attribué à Francesco Carli, peintre précité.
- Un ensemble du maître-autel de la première moitié du XVIIIe siècle attribué à Ignazio Saverio Raffali le Vieux, né vers 1720, l'un des plus illustres représentants d'une famille de stucateurs et de peintres établie à Piedicroce puis en Alesani.

#### Chapelle Sainte-Marie
L'église Santa-Maria-Assunta de fondation ancienne, est située au lieu-dit Benefizo, sur un éperon rocheux à 722 mètres, accessible par une piste. Elle renferme également plusieurs œuvres reprises à l'inventaire général de 2000 :
- Un autel, trois gradins d'autel, le tabernacle du maître-autel, tous de la seconde moitié du XVIIIe siècle ;
- Une chaire à prêcher réalisée en 1742 par Ignazio Saverio Raffalli le vieux, en schiste enduit, stuc moulé et décor en relief, peint, polychrome ;
- Un tableau d'autel Vierge à l'Enfant entourée d'anges réalisé par le peintre Joseph Giordani en 1866, toile signée. Natif de Bastia en 1815, le peintre est le fils du peintre romain Luigi Giordani établi en Corse dès 1808. Il est resté actif jusqu'en 1892. Il est par ailleurs connu pour ses peintures monumentales à Talasani (1840) et Moïta (1849), et pour ses restaurations de décors à Pietricaggio ;
- Un tableau d'autel Assomption du XVIIIe siècle ;
- Un tableau Repos de la Sainte Famille pendant la fuite en Égypte XVIIIe siècle, inspiré de l'œuvre du peintre italien Carlo Maratta (1625-1713).
- Les peintures monumentales Couronnement de la Vierge, Colombe du Saint-Esprit, mi-XVIIe siècle, sont attribuées à Giacomo Grandi, peintre d'origine milanaise établi à Monticello en Balagne, puis à Quercitello en Castagniccia ;
- La statue de procession Assomption (Assunta) en bois taillé, peint, polychrome et doré, datée du XVIIIe siècle.

#### Chapelle de l'Annonciation
La chapelle de l'Annonciation (Annunziata) au hameau d'Ezao, située au-dessus du ruisseau de Pozzo Bianco.
C'est elle qui renferme le plus grand nombre d'œuvres reprises à l'inventaire général de 2000.
- Œuvres attribuées à Ignazio Saverio Raffali le Vieux, précité :
- Les fonts baptismaux et retable des fonts baptismaux de 1750 ;
- L'ensemble de l'autel secondaire de la confrérie du Rosaire, l'ensemble de l'autel secondaire de saint André, l'ensemble de l'autel secondaire de saint Vincent Ferrier, l'ensemble de l'autel secondaire de la Trinité et l'ensemble de l'autel secondaire des Âmes du Purgatoire, tous de la première moitié du XVIIIe siècle ;
- La chaire à prêcher de la mi-XVIIIe siècle ;
- Un groupe sculpté Calvaire daté de 1749.

- Autres œuvres :
- L'ensemble du maître-autel de l'Annonciation daté de 1783 ;
- L'ensemble de trois sièges de confrérie à accotoirs et à parcloses (le siège du prieur est couronné d'un dais) datés de 1664 ;
- Calice et patène en argent, fondu, doré poinçonné d'un maître inconnu de la 2e moitié XVIIIe siècle ;
- Cinq tableaux d'autel : peintures à l'huile sur toile Immaculée Conception, Intercession de la Vierge en faveur des Âmes du Purgatoire, Donation du Rosaire, Apparition de la Vierge à l'Enfant à saint André et à saint Paul et Saint Vincent Ferrier XVIIe et XVIIIe siècles ;
- Un tableau d'autel Annonciation attribué à Marc' Antonio De Santis, peintre d'origine napolitaine établi à Bastia.
- Deux tableaux du XVIIIe siècle : L'Immaculée Conception et Sainte Thérèse d'Avila, ce dernier avait été offert à la paroisse par Mme Chevalier-Campana, un ancien maire de Ficaja.

### Patrimoine naturel

#### Parc naturel régional de Corse
Ficaja fait partie du parc naturel régional de Corse, un espace de 362 978 ha créé en 1972, et repris à l'Inventaire national du patrimoine naturel sous la fiche Corse (FR8000012).

#### ZNIEFF
Châtaigneraie de la petite Castagniccia
Ficaja est concernée avec 42 autres communes, par la Zone naturelle d'intérêt écologique, faunistique et floristique de 2e génération appelée « Châtaigneraie de la petite Castagniccia », objet de la fiche ZNIEFF940004146.
« La petite Castagniccia » telle qu'elle est localement appelée, représente un territoire comportant 43 communes et s’étendant de Nord en Sud, du col de Pirello jusqu’au du rocher de Muteri. La zone comprend une grande partie des bassins hydrographiques du Fiumaltu et de l’Alesani. La végétation, typique des conditions climatiques tempérées et humides régnant sur la zone, est dominée par les châtaigneraies, le plus souvent présentes sous forme de vergers ou de taillis. Elles recouvrent environ 60 % de la surface du territoire. Les chênaies sont également très présentes.

### Personnalités liées à la commune
- Ghjuvan Felice, député national en 1735.